# Реканьо, Виктория
Викто́рия Энн Река́ньо (англ. Victoria Ann Recaño; 2 июля 1975, Сент-Луис, Миссури, США) — американская журналистка и телеведущая.

## Биография
Виктория Энн Реканьо родилась 2 июля 1975 года в Сент-Луисе (штат Миссури, США) в семье филиппинского, немецкого и венгерского происхождения. У Виктории есть трое младших братьев и сестёр.

## Карьера
В 1996 году она присоединилась к «News at Nine» на «KPLR» в качестве репортёра назначения. В 1998—2001 годах она была ведущей для ZDTV, позже переименованного в «Новости TechTV». После «ZDTV» она работала в качестве репортёра для «KNT», филиала «NBC» в Сан-Франциско. В июле 2002 года она присоединилась к «Inside Edition».

## Личная жизнь
С 2001 года Виктория замужем за ипотечным консультантом Томом Баруэллом. У супругов есть трое детей: дочь Максимильенн Элизабет Баруэлл (род. 22.02.2009) и два сына — Себастьян Оскар Баруэлл (род. 04.11.2013) и Бальтазар Вулф Баруэлл (род. 20.01.2015). 31 октября 2017 года стало известно, что пара ожидает появления своего четвёртого ребёнка и второй дочери в начале января.